# 友よ、風に抱かれて
『友よ、風に抱かれて』（Gardens of Stone）は、1987年公開のアメリカ映画。ベトナム戦争を憂う老軍人、戦場での活躍を望む若者、その家族の悲しみを描く。原題の“石の庭”とは、アメリカ軍人が葬られるバージニア州のアーリントン国立墓地のこと。

## ストーリー
戦死者を埋葬する第3歩兵隊（オールド・ガード）の任務は名誉であり、全兵士の憧れであった。だがこの部隊に新しく配属されたウィローは、「墓を守るより、ベトナムで闘いたい」と主張する。彼の上官であり、この戦争に疑問を抱くハザード曹長とネルソン上級曹長は驚くが、
やがて新兵の訓練が始まると、彼の愛国心に心動かされる。ウィローは幼なじみのレイチェルと結婚式を挙げ、1969年少尉としてついに念願の戦地へ赴くことになる。

## キャスト
- クレル・ハザード：ジェームズ・カーン
- サマンサ・デイビス：アンジェリカ・ヒューストン
- グッディ・ネルソン：ジェームズ・アール・ジョーンズ
- ジャッキー・ウィロー：D・B・スウィーニー
- レイチェル・フェルド：メアリー・スチュアート・マスターソン
- ホーマー・トーマス：ディーン・ストックウェル
- スラッシャー・ウィリアムス：ディック・アンソニー・ウィリアムス
- ベティ・レイ：ロネット・マッキー
- ウェバー中尉：サム・ボトムズ
- ピート・デベバー：イライアス・コティーズ